# Chelanops affinis
Chelanops affinis är en spindeldjursart som beskrevs av Banks 1894. Chelanops affinis ingår i släktet Chelanops och familjen blindklokrypare. Inga underarter finns listade i Catalogue of Life.